# Associação Desportiva Pontassolense
Maillots
L'Associação Desportiva Pontassolense est un club de football portugais basé à Ponta do Sol dans la Madère.